# الکسیوکا (شهرستان مازانوفسکی، استان آمور)
الکسیوکا (به لاتین: Alexeyevka) یک منطقهٔ مسکونی در روسیه است که در استان آمور واقع شده‌است.